# Копачівка (Деражнянська міська громада)
Копачі́вка — село в Україні, у Деражнянській міській громаді Хмельницького району Хмельницької області. Населення становить 872 особи.

## Історія

### Археологічні дослідження
На південний захід від села біля казенного лісу було урочище Замчисько, там у 1901 році виявлені земляні вали. За переказом, це було укріплення проти татар, а за іншими — замок князів Чарторийських. Місцеві були переконані, що під землею є залізні ворота. Вали збережені й досі.
Після проведення археологічних досліджень було визначено, що то оборонна споруда — городище, яке займає мис правого корінного берега притоки річки Південний Буг з крутими схилами над широкою болотистою заплавою річки. Мис оточений з трьох сторін ярами. Територія городища овальна, у плані, оточена валом висотою 3—4 м. та ровом глибиною 1—1,5 м. На деяких ділянках рів замулений. Загальна площа об'єкта 10 га. У відслоненнях ґрунту на глибині до 50 см В. А. Захар’єв, якого запросили для консультації восени 2014 року, зібрав фрагменти посуду трипільської культури і ранньої залізної доби. Вочевидь, городище споруджене у ранньому залізному віці на залишках поселення пізнього етапу трипільської культури.
Об'єкт археології «Городище (трипільська культура, рання залізна доба» взято на державний облік згідно з наказом управління культури, національностей та релігій Хмельницької облдержадміністрації від 04 вересня 2014 року № 172-н. Пам'ятку археології було віднесено до Масівецької сільської ради, Хмельницького району.

### Церква Покрови
Церква Покрови була дерев'яна — згоріла 1811 року від удару блискавки. Нова кам'яна одноверха церква споруджена у 1816 році за 64 метри на південь від старого місця. Спочатку мала лише вівтар та середню частину; у 1840-х роках прибудовано західний притвор з дзвіницею. Не збереглася понині.

### Сучасність
З часу заснування до 1831 року село входило до складу Меджибізького ключа князів Чорторийських, а згодом реорганізоване у військове поселення. Із заснуванням села на кошти селян була споруджена церква Святої Покрови.
7 (20) листопада 1917 року, відповідно до Третього Універсалу Української Центральної Ради, увійшло до складу Української Народної Республіки.
У 1930 році, під час примусової колективізації, було створено 2 колгоспи — імені Шевченка та імені Ворошилова. В німецькій окупації село перебувало від 1941 року і звільнене 25 березня 1944 року. У 1952 році два колгоспи було об'єднано в один імені Шевченка, яким керував Крилач Іван Сергійович. На той час головою сільської ради працював Кримський Яків Федорович, секретарем Кисілюк Оксана Андріанівна з 1957 року по 1981 рік.
За адміністративними поділами: XVI—початок ХХ століття — Летичівський повіт; ХХ століття — Деражнянський район. У 1954 році в селі розпочалася електрифікація, була побудована перша сільська електростанція.
25 січня 1966 року головою колгоспу було обрано Абрамчук Ганну Іванівну і 22 березня 1966 року їй було присвоєно звання Героя соціалістичної праці. Від 1983 року й понині її справу продовжує Шаповалов Сергій Васильович, якому було присвоєно звання Заслужений працівник сільського господарства Української РСР.
На території сільської ради працюють Копачівська ЗОШ І-ІІІ ступенів, дошкільна група, амбулаторія сімейного лікаря, СТОВ імені Шевченка, сільський будинок культури, музей історії села (найбільший сільській музей Хмельницької області), бібліотека, 2 торгових точки.
12 червня 2020 року, відповідно до розпорядження Кабінету Міністрів України № 727-р «Про визначення адміністративних центрів та затвердження територій територіальних громад Хмельницької області», увійшло до складу Деражнянської міської громади.
19 липня 2020 року, в результаті адміністративно-територіальної реформи та ліквідації Деражнянського району, село увійшло до складу Хмельницького району.

## Відомі люди
- Абрамчук Ганна Іванівна — Герой Соціалістичної праці, депутат Верховної Ради УРСР 6-9-го скликань.
- Прокопович Борис Васильович — професор Львівського лісотехнічного інституту

## Галерея

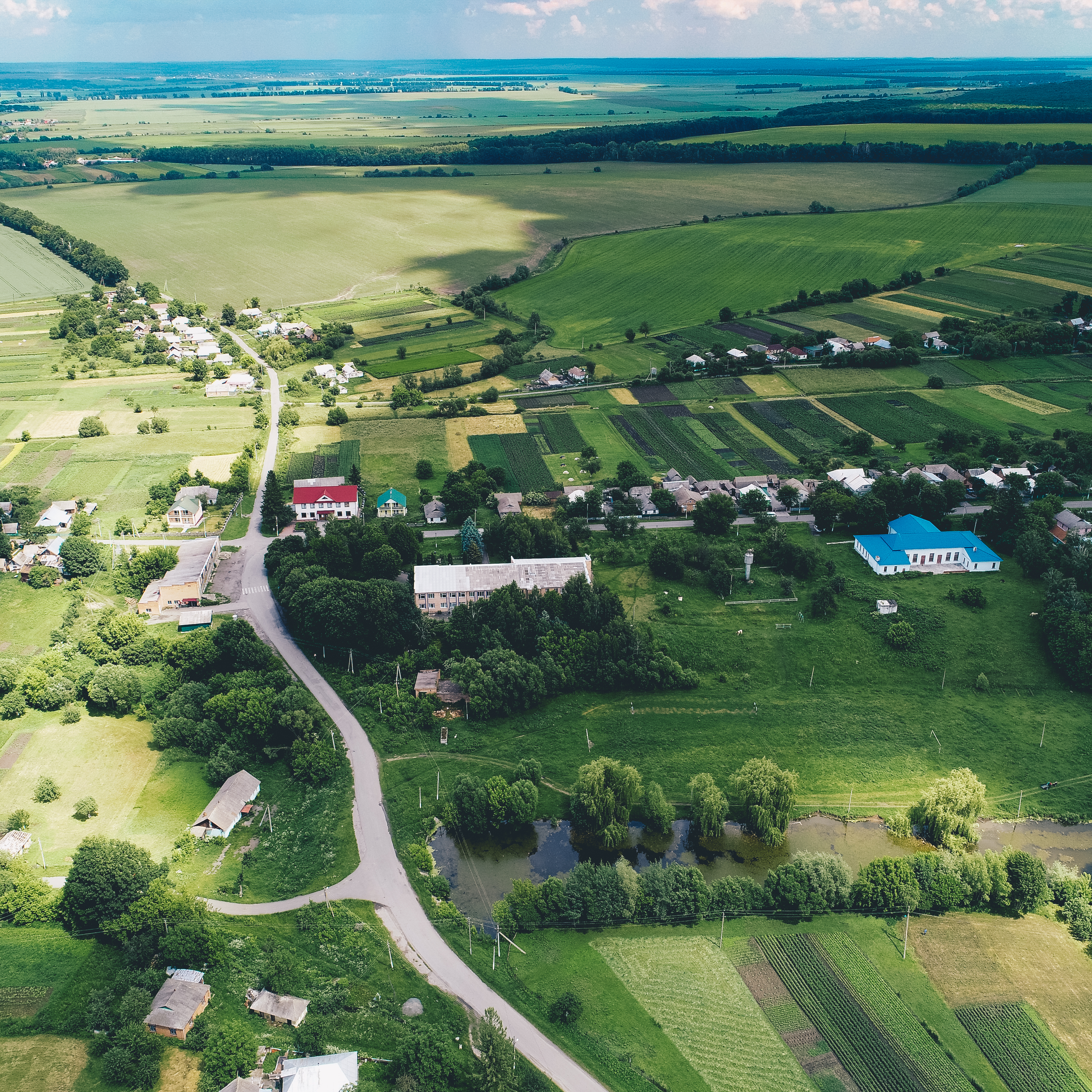
Вигляд на центральну частину села
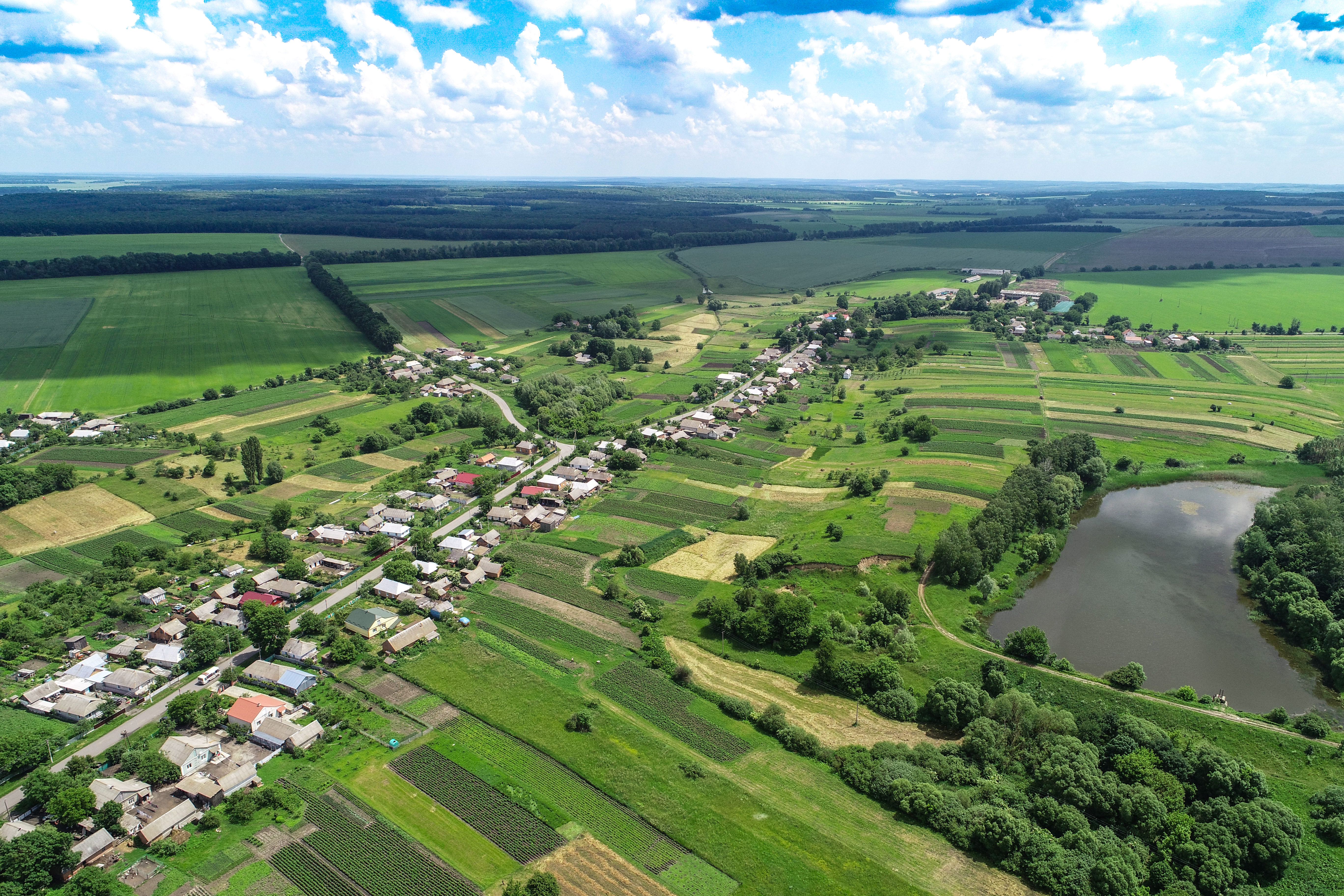
Вигляд на вулицю Миру і сільський став
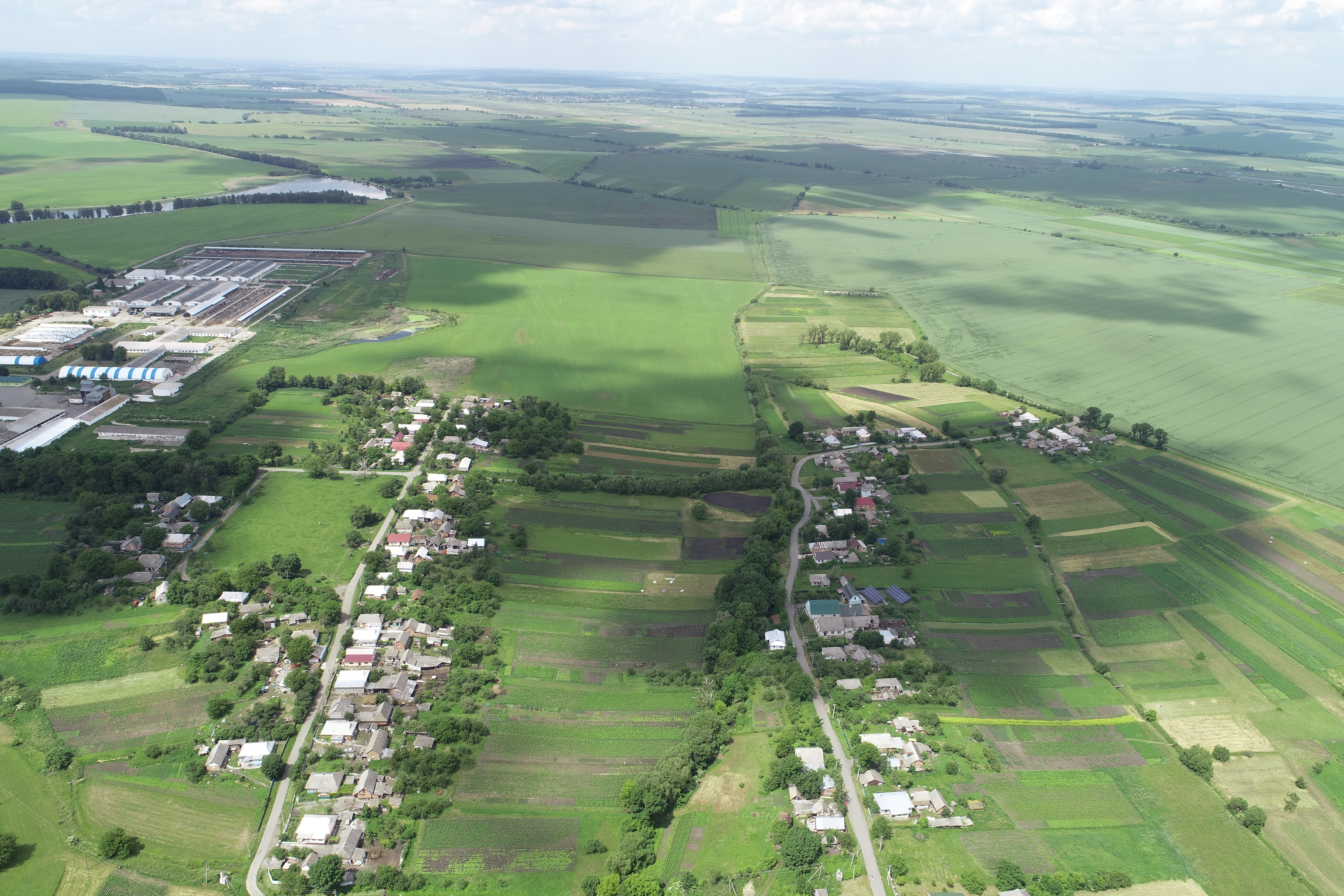
Вигляд в сторону м. Хмельницький
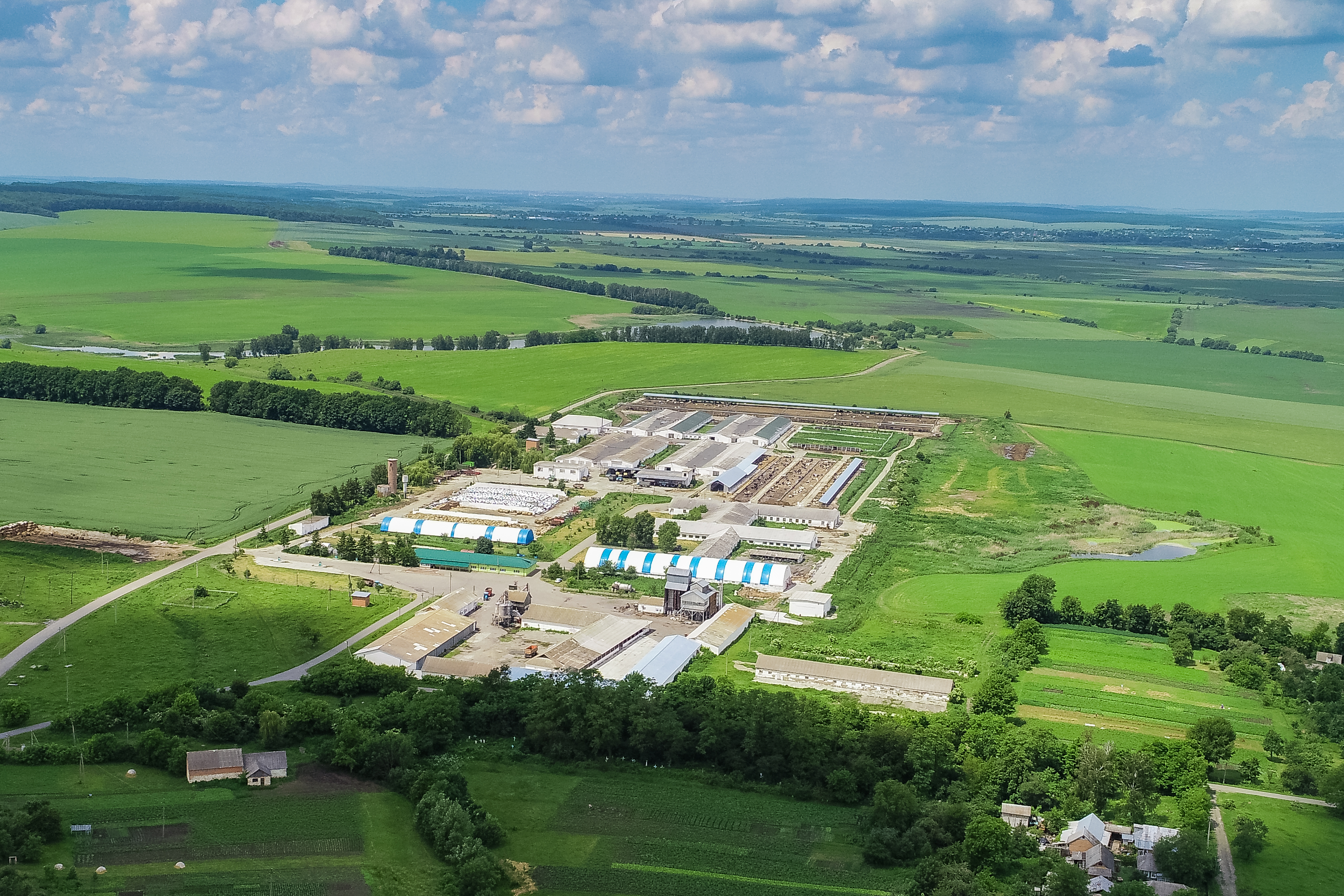
Вигляд на тваринницький комплекс
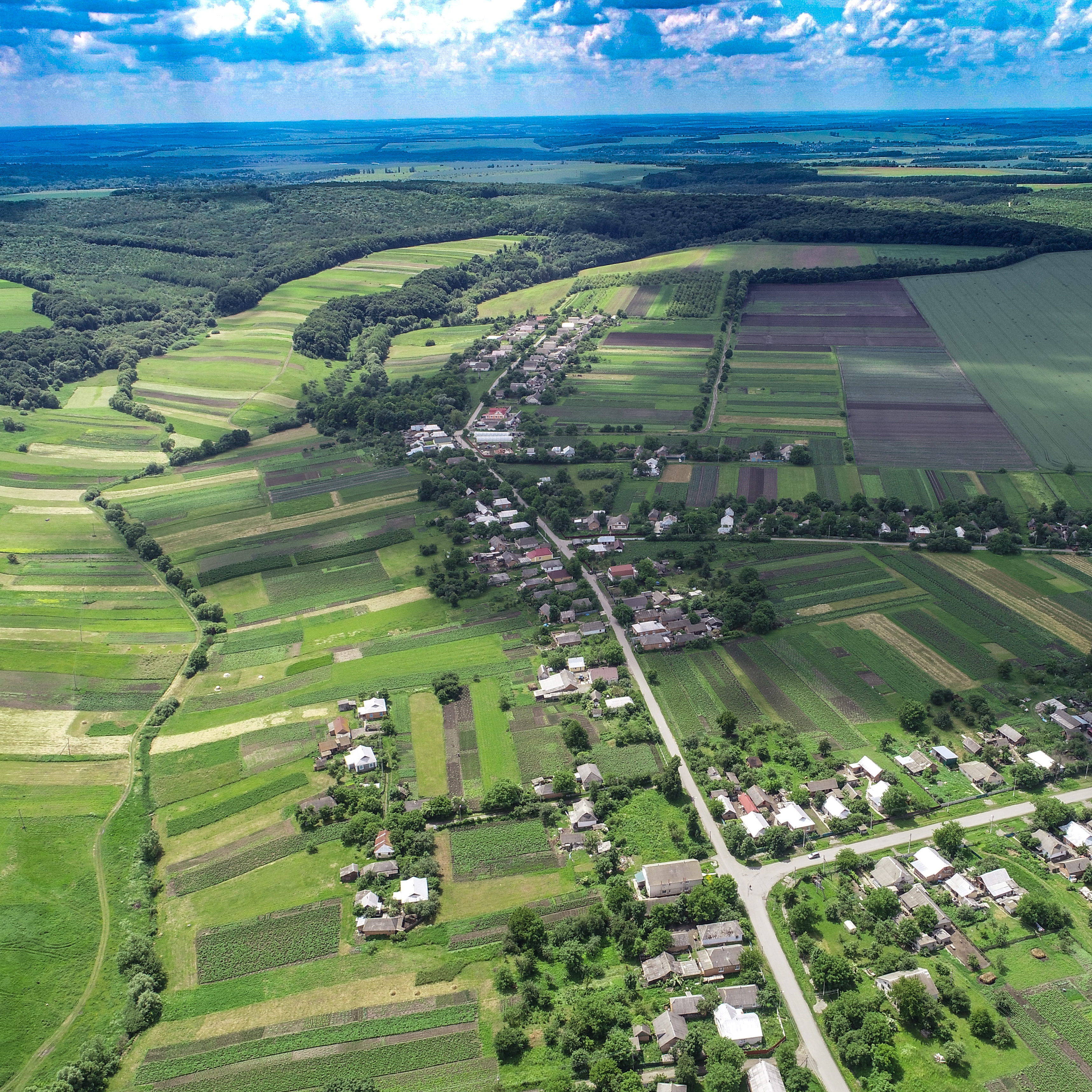
Вигляд на південну частину села
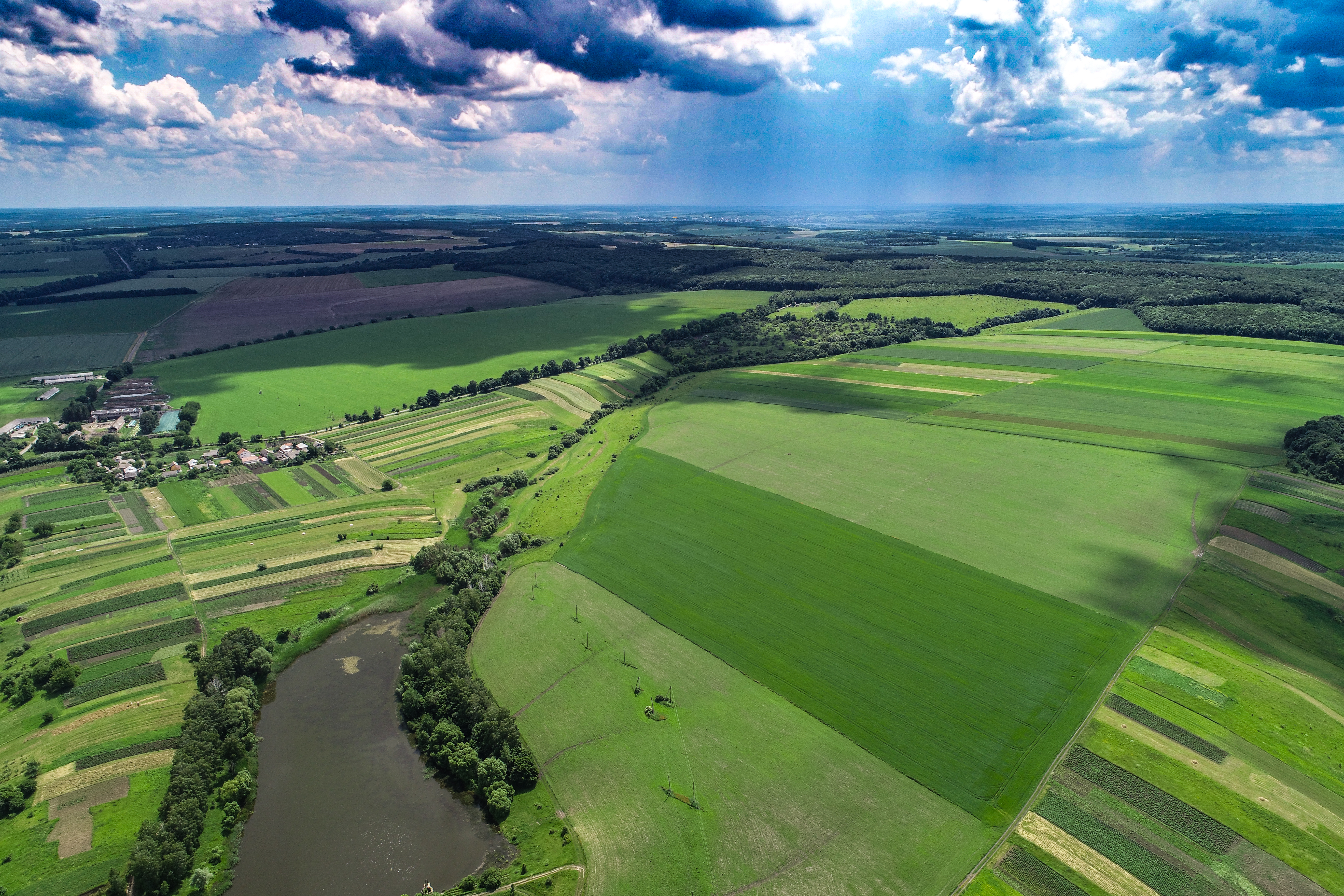
Вигляд в сторону м. Деражня
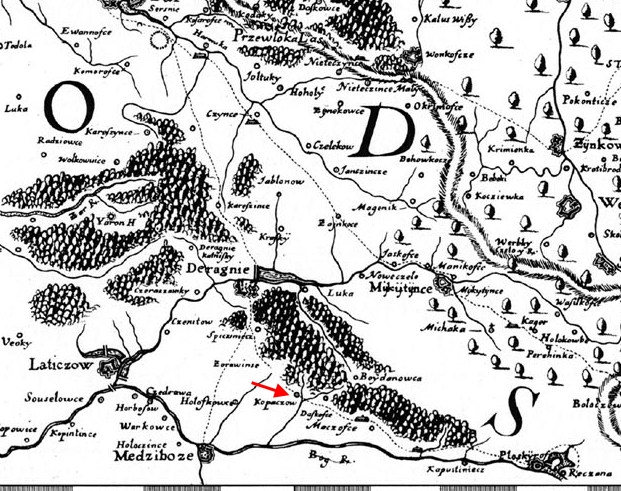
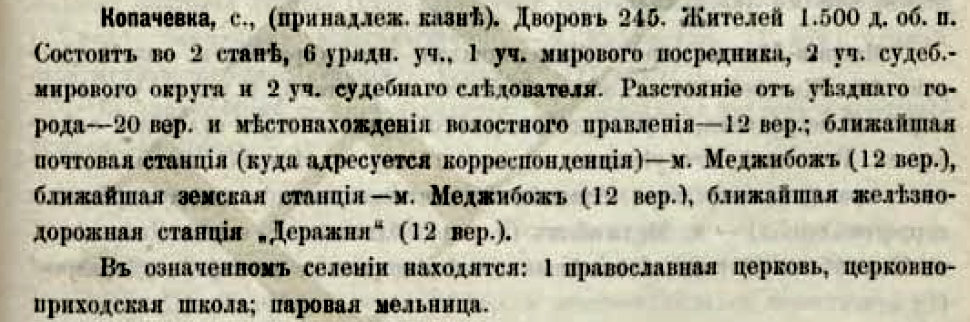
Опис села в книзі «Населенні пункти Подольской Губернії» видання 1903 року